# Federico Novella
Federico Novella (Ronciglione, 24 agosto 1981) è un giornalista, conduttore televisivo e autore televisivo italiano.

## Biografia
Laureato con lode in Scienze Politiche all'Università degli Studi Roma Tre, ha iniziato la carriera giornalistica come cronista politico per Il Giornale, quindi nel 2003 è entrato a Mediaset iniziando a lavorare nella redazione giornalistica di Studio Aperto, il telegiornale di Italia 1; successivamente ha collaborato anche al rotocalco televisivo di Italia 1 Lucignolo come autore e redattore.
Nel novembre 2011 ha partecipato, in qualità di giornalista e volto/speaker del telegiornale, alla fondazione del nuovo canale all news di Mediaset TGcom24, a quel tempo diretto da Mario Giordano, per il quale, durante la stagione 2012-2013, ha curato e condotto la rubrica di approfondimento politico Checkpoint. Poco dopo il passaggio di Giordano alla guida di Videonews, Federico Novella dal 9 settembre 2013 è passato a Canale 5 per condurre, in qualità di giornalista, il contenitore di infotainment Mattino Cinque accanto alla conduttrice Federica Panicucci; nel corso del tempo Federico Novella è stato confermato in quel ruolo anche dai direttori successivi nelle stagioni seguenti (fino alla stagione 2015-2016, quando è poi stato sostituito da Francesco Vecchi). Dal giugno 2016 al febbraio 2018 ha condotto l'edizione serale del TG4 durante l'assenza di Alessandro Cecchi Paone e poi, dall'agosto del medesimo anno, in seguito all'abbandono del telegiornale di Rete 4 da parte di quest'ultimo, in alternanza settimanale con Giuseppe Brindisi.
Dal 2016 è tornato ad occuparsi di politica nella redazione di TGcom24.
Dal 2018 è l'inviato del programma di Rete 4 Quarta Repubblica, condotto da Nicola Porro.
Attualmente collabora e raddoppia anche al quotidiano La Verità.

## Filmografia
- Riso, amore e fantasia, regia di Ettore Pasculli (2016)

## Televisione
- Studio Aperto (Italia 1, 2003-2011)
- TGcom24 (2011-2013, dal 2018)
- Checkpoint (TGcom24, 2012-2013)
- Mattino Cinque (Canale 5, 2013-2016)
- TG4 (Rete 4, 2016-2018)
- Dalla vostra parte (Rete 4, 2016)
- Quarta Repubblica (Rete 4, dal 2018) inviato